# Egesina grossepunctata
Egesina grossepunctata là một loài bọ cánh cứng trong họ Cerambycidae.